# Thomas Pelham, 2. Earl of Chichester

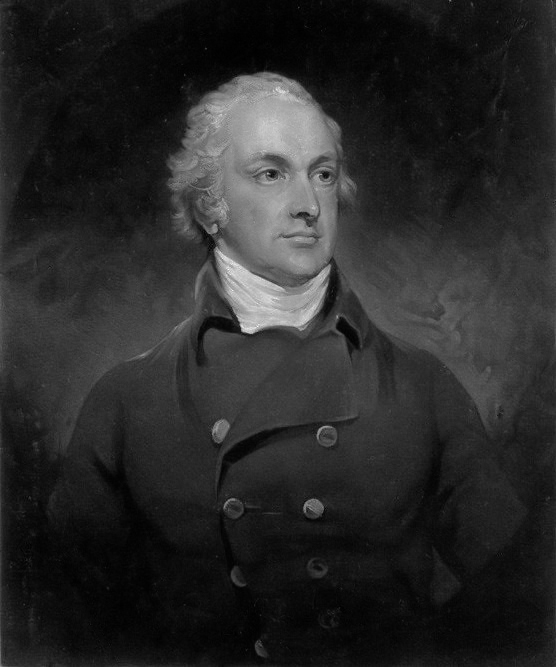
Thomas Pelham, 2. Earl of Chichester (1802)

Thomas Pelham, 2. Earl of Chichester, PC, FRS (* 28. April 1756 in Spring Gardens, St James’s, City of Westminster, London; † 4. Juli 1826 in Stratton Street, Mayfair, City of Westminster, London) war ein britischer Staatsmann, der unter anderem zwischen 1780 und 1801 Abgeordneter des Unterhauses (House of Commons) war. Er bekleidete mehrmals das Amt des Chefsekretärs für Irland (Chief Secretary for Ireland) und übernahm im Zuge einer Writ of Acceleration 1801 von seinem Vater Thomas Pelham, 1. Earl of Chichester vorzeitig den Titel des 3. Baron Pelham und wurde dadurch Mitglied des Oberhauses (House of Lords). Er war zwischen 1801 und 1803 Innenminister (Home Secretary) sowie anschließend von 1803 bis 1804 Kanzler des Herzogtums Lancaster (Chancellor of the Duchy of Lancaster). Nach dem Tod seines Vaters wurde er schließlich 1805 auch 2. Earl of Chichester. Zuletzt war er von 1807 bis zu seinem Tod 1826 Generalpostmeister.

## Leben

### Familiäre Herkunft, Unterhausabgeordneter und Chief Secretary for Ireland

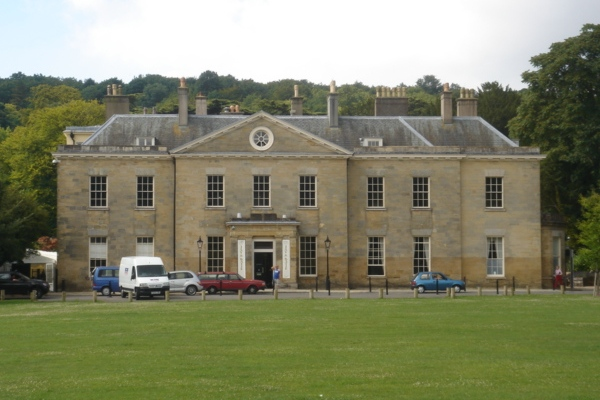
Stanmer House, Landsitz der Familie Pelham

Thomas Pelham war der älteste Sohn von sechs Kindern des Unterhausabgeordneten Thomas Pelham, der 1801 zum Earl of Chichester erhoben wurde, und dessen Ehefrau Anne Frankland. Er wurde am 26. Mai 1756 in der anglikanischen Kirche St Martin-in-the-Fields getauft. Seine Schwester Henrietta Anne Pelham war mit George Evelyn-Leslie, 13. Earl of Rothes verheiratet. Seine Schwester Frances Pelham wiederum war die Ehefrau von George Brodrick, 4. Viscount Midleton, während sein jüngerer Bruder Henry Pelham mit Catherine Cobbe verheiratet war, eine Tochter des Unterhausabgeordneten Thomas Cobbe. Sein jüngerer Bruder George Pelham war anglikanischer Geistlicher und Bischof von Bristol, Bischof von Exeter sowie zuletzt Bischof von Lincoln war. Seine jüngste Schwester Lucy Pelham war mit dem Unterhausabgeordneten John Baker Holroyd verheiratet, der 1816 1. Earl of Sheffield in der Peerage of Ireland wurde.
Thomas Pelham begann nach dem Besuch der 1560 wieder gegründeten renommierten Westminster School ein Studium am Clare College der University of Cambridge, das er 1775 mit einem Master of Arts (M.A.) beendete. 1780 wurde er Abgeordneter des Unterhauses (House of Commons) des britischen Parlaments (Parliament of Great Britain) und vertrat dort bis 1801 den Wahlkreis Sussex. Er war zwischen 1782 und 1783 Generalvermesser der Artillerie (Surveyor-General of the Ordnance) und als solcher Vertreter des Generalmeisters der Artillerie (Master-General of the Ordnance). 1783 wurde er zudem Mitglied des Unterhauses (Irish House of Commons) des Parlaments von Irland (Parliament of Ireland) und vertrat dort zunächst bis 1790 den Wahlkreis Carrick-on-Shannon. Als Nachfolger von William Windham wurde er 1783 erstmals Chefsekretärs für Irland (Chief Secretary for Ireland) und war damit bis zu seiner Ablösung durch Thomas Orde 1784 nach dem Lord Lieutenant of Ireland der zweithöchste britische Vertreter. In dieser Funktion wurde er am 13. September 1783 auch Mitglied des irischen Kronrates (Privy Council of Ireland).

### Staatssekretär für Irland, Oberhausmitglied und Minister

Wappen der Earls of Chichester

1795 wurde Pelham erneut Mitglied des irischen Unterhauses und vertrat nunmehr bis 1797 den Wahlkreis Clogher. Er war als Nachfolger von George Damer, Viscount Milton von 1795 bis zu seiner Ablösung durch Robert Stewart, Viscount Castlereagh 1798 abermals Chief Secretary for Ireland. Als solcher wurde er am 11. März 1795 zudem auch Mitglied des Geheimen Kronrates (Privy Council) des Königreichs Großbritannien. Er war zugleich als Nachfolger von Edmund Henry Pery, 2. Baron Glentworth von 1796 bis zu seiner Ablösung durch Robert Stewart, Viscount Castlereagh 1797 auch Staatssekretär für Irland (Secretary of State for Ireland). Er war von 1797 bis 1799 weiterhin Mitglied des Irish House of Commons und vertrat dort nunmehr den Wahlkreis Armagh. Am 24. April 1800 wurde er Fellow der Royal Society (FRS). Er war noch kurzzeitig Abgeordneter des Unterhauses des am 1. Januar 1801 entstandenen Vereinigten Königreiches Großbritannien und Irland.
Im Zuge einer Writ of Acceleration übernahm Thomas Pelham am 23. Juni 1801 von seinem Vater Thomas Pelham, 1. Earl of Chichester vorzeitig den Titel des 3. Baron Pelham, of Stanmer, in the County Sussex, und wurde dadurch Mitglied des Oberhauses (House of Lords), dem er bis zu seinem Tod angehörte. Nachdem er kurzzeitig Mitglied des Kontrollausschusses für Britisch-Indien (Commissioner of the Board of Control for India) war, wurde er am 30. Juli 1801 im Kabinett Addington Nachfolger von William Cavendish-Bentinck, 3. Duke of Portland als Innenminister (Home Secretary). Dieses Ministeramt bekleidete er bis zum 17. August 1803 und wurde daraufhin von Charles Philip Yorke abgelöst. Zudem war er als Nachfolger von Robert Hobart, Lord Hobart von 1801 bis zu seiner Ablösung durch Robert Jenkins, Viscount Hawkesbury 1803 auch Führer des Oberhauses (Leader of the House of Lords). Im Anschluss löste er 1803 Charles Jenkinson, 1. Earl of Liverpool als Kanzler des Herzogtums Lancaster (Chancellor of the Duchy of Lancaster) ab und hatte diesen Posten bis 1804 inne, woraufhin Henry Phipps, 1. Baron Mulgrave seine Nachfolge antrat. Als Nachfolger von Heneage Finch, 4. Earl of Aylesford wurde er des Weiteren 1804 Captain of the Yeomen of the Guard, übergab diese Funktion jedoch bereits kurze Zeit später an George Parker, 4. Earl of Macclesfield.
Beim Tod seines Vaters wurde Thomas Pelham, 3. Baron Pelham, schließlich am 8. Januar 1805 auch 2. Earl of Chichester. Daneben erbte er den damit verbundenen Titel als 7. Baronet, of Laughton in the County Sussex, der 1611 in der Baronetage of England geschaffen wurde. Zuletzt war er von 1807 bis zu seinem Tod 1826 Generalpostmeister (Postmaster-General), wobei er dieses Amt von 1807 bis 1814 mit John Montagu, 5. Earl of Sandwich, von 1814 bis 1816 mit Richard Trench, 2. Earl of Clancarty sowie von 1816 bis 1823 mit James Cecil, 1. Marquess of Salisbury gemeinsam bekleidete. Zusätzlich war er zwischen 1825 und 1826 auch noch Präsident der Royal Institution of Great Britain.

### Ehe und Nachkommen

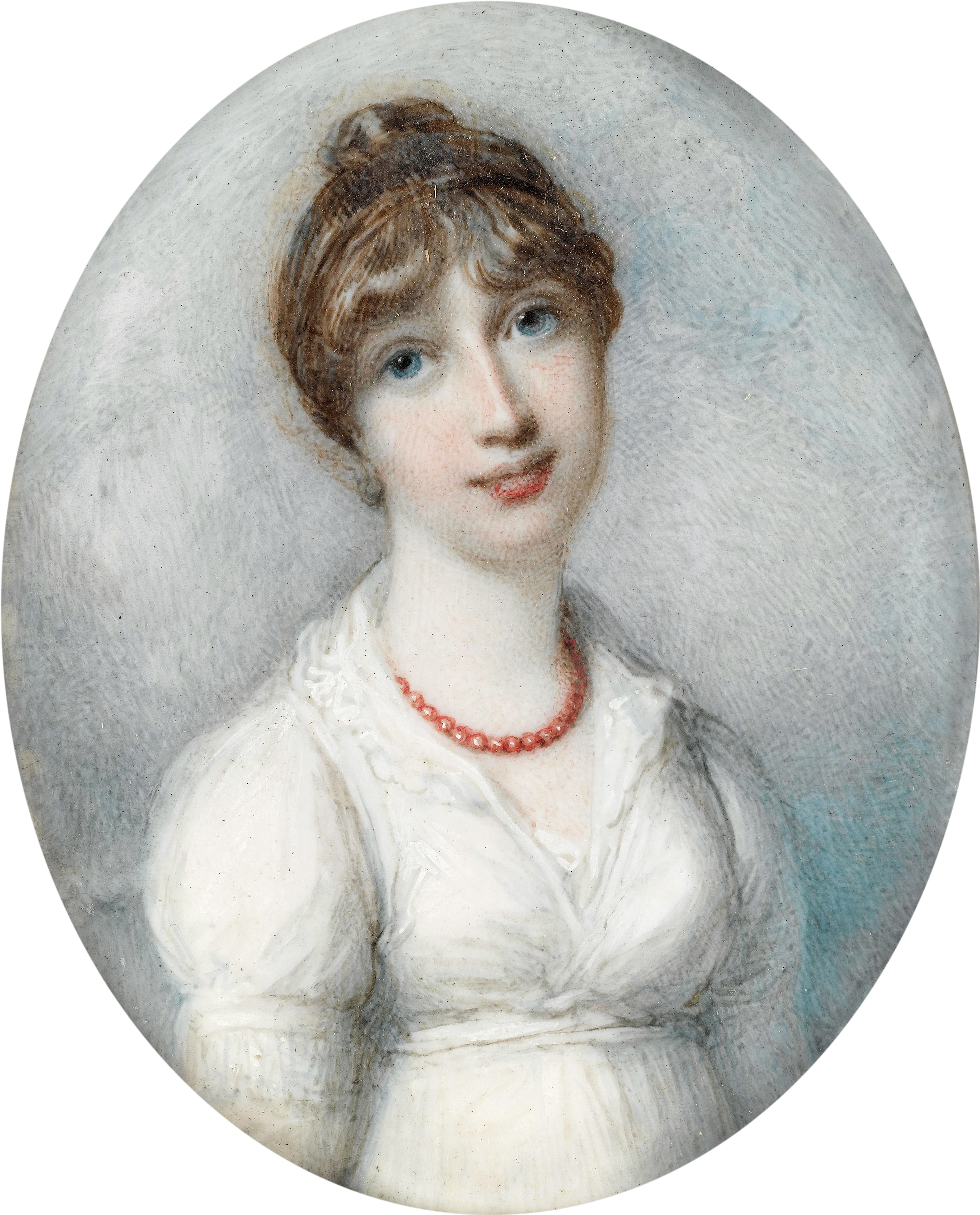
Mary Henrietta Juliana Osborne war seit 1801 die Ehefrau von Thomas Pelham, 2. Earl of Chichester (Gemälde von Richard Cosway).

Thomas Pelham, 3. Baron Pelham, heiratete am 16. Juli 1801 im Londoner Lambeth Palace Mary Henrietta Juliana Osborne, eine Tochter von Francis Osborne, 5. Duke of Leeds, der unter anderem zwischen 1783 und 1791 Außenminister war, sowie dessen Ehefrau Lady Amelia Darcy.
Aus dieser Ehe gingen drei Söhne und drei Töchter hervor. Der älteste Sohn Henry Thomas Pelham erbte beim Tod von Thomas Pelham am 4. Juli 1826 dessen Adelstitel als 3. Earl of Chichester. Die älteste Tochter Lady Amelia Rose Pelham war mit Generalmajor Sir Joshua Jebb verheiratet. Der zweitälteste Sohn Frederick Thomas Pelham war Konteradmiral der Royal Navy und zuletzt zwischen 1859 und seinem Tod 1861 Zweiter Seelord. Der dritte Sohn John Thomas Pelham war Geistlicher der Church of England und von 1857 bis 1893 Bischof von Norwich. Die zweitälteste Tochter Lady Catherine Georgiana Pelham war die Ehefrau des Geistlichen Reverend Lowther John Barrington, ein Sohn von George Barrington, 5. Viscount Barrington. Die jüngste Tochter Lady Lucy Anne Pelham schließlich war die Ehefrau des Politikers David Barnett Dundas, der ebenfalls Abgeordneter des Unterhauses war.